# Transfer contracurent
Transferul contracurent este un concept referitor la fenomenele de transfer de proprietate ale unui fluid către un alt fluid printr-un perete diatermic sau membrană semipermeabilă. Proprietatea transferată poate fi caldura sau masa unui component chimic sau altele.